# Emil Lyng
Emil Lyng (Kolding, Dinamarca, 3 de agosto de 1989), futbolista danés. Juega de delantero y actualmente juega en el Dundee United de la Scottish Premiership.

## Selección nacional
Ha sido internacional con la Selección de fútbol de Dinamarca Sub-21, disputando el Torneo Esperanzas de Toulon de 2010.

## Clubes
| Club               | País      | Año           |
| ------------------ | --------- | ------------- |
| AGF Aarhus         | Dinamarca | 2008          |
| Lille OSC          | Francia   | 2008-2010     |
| Zulte Waregem      | Bélgica   | 2010          |
| FC Nordsjælland    | Dinamarca | 2011          |
| FC Lausanne Sports | Suiza     | 2011-2013     |
| Esbjerg fB         | Dinamarca | 2013-2016     |
| Silkeborg IF       | Dinamarca | 2016-2017     |
| KA Akureyri        | Islandia  | 2017          |
| Dundee United      | Escocia   | 2018-presente |